# Tiraios II.

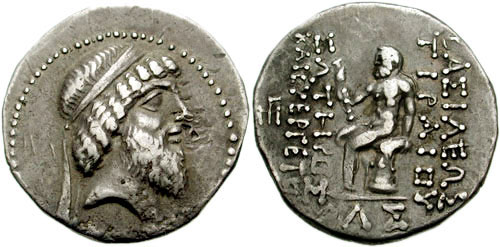
Münze des Tiraios II.

Tiraios II. (um * 141/140 v. Chr.; † 49/48 v. Chr.) war ein König der Charakene, einem Vasallenstaat der Parther. Tiraios II. regierte von etwa 79/78 bis 49/48 v. Chr. Er ist von seinen Silber- und Bronzemünzen bekannt und wird bei dem griechischen Autor Lukian von Samosata genannt.
Die datierten Münzen des Herrschers decken fast alle Jahre zwischen 79/78 und 49/48 v. Chr. ab. Er war der erste König der Charakene, der sich Soter nannte. Die Stelle bei Lukian diskutiert und listet Herrscher, die sehr alt wurden: der dritte nach diesem Hyspasines, der im Alter von 92 Jahren gestorben sein soll (Lukian, Macrobii, 15). Wenn sein letztes Regierungsjahr auch sein Todesjahr war, dann kann sein Geburtsjahr auf 141/140 v. Chr. berechnet werden.